# Dave Newmark
David L. Newmark, detto Dave (Brooklyn, 11 settembre 1946), è un ex cestista statunitense, professionista nella NBA e nella ABA.

## Carriera
Venne selezionato dai Chicago Bulls al terzo giro del Draft NBA 1968 (31ª scelta assoluta).